# Aanval op Broome
De aanval op Broome was een luchtaanval tijdens de Tweede Wereldoorlog op 3 maart 1942 door Japanse jachtvliegtuigen op de Australische plaats Broome. Ten minste 88 personen vonden bij de aanval hun dood.
Broome was een tankplaats voor vliegtuigen, gelegen tussen Nederlands-Indië en de grotere plaatsen van Australië aan de oostkust. Hierdoor kwamen langs Broome vele Nederlandse vluchtelingen, afkomstig vanuit eilanden als Java, die waren ingenomen na Japanse invasie. Door de ligging groeide Broome uit tot een significante geallieerde militaire basis. Begin 1942, rond de Slag om Java, passeerden meer dan 1000 Nederlanders Broome, voornamelijk in watervliegtuigen.

## Aanval
Negen Mitsubishi A6M Zero jachtvliegtuigen en een Mitsubishi Ki-15 verkenningsvliegtuig vertrokken in de vroege ochtend van 3 maart 1942 onder leiding van de Japanse luitenant Zenjiro Miyano vanaf Kupang op Timor richting Broome. Vanaf 9.20 uur openden de jachtvliegtuigen middels duikvluchten de aanval op de watervliegtuigen die gelegen waren in de Roebuck Bay en op de vliegtuigen van de Royal Australian Air Force (RAAF) op Broome International Airport. De Japanners maakten geen gebruik van bommen, al dropten ze wel enkele droptanks.
Er werden minstens 22 vliegtuigen vernietigd bij de aanval. Hieronder zat ook een B-24 Liberator van de United States Army Air Forces (USAAF), die was gevuld met gewonde Amerikaanse soldaten en 16 kilometer buiten de kust uit de lucht werd geschoten. Van de inzittenden vonden 30 de dood door de Japanse aanval. Bij de kust werden 15 watervliegtuigen vernietigd, waar vele Nederlandse vluchtelingen zaten. Het aantal Nederlandse doden is onbekend. Op het vliegveld van Broome vernietigden de Japanse jachtvliegtuigen twee Amerikaanse B-17 Flying Fortress' en nog een B-24 Liberator, twee Lockheed Hudsons van de RAAF en een Lockheed Lodestar van de ML-KNIL. Andere vliegtuigen die vernietigd waren, zijn acht Consolidated PBY Catalina's, twee Short Empires en vijf Dornier Do 24's van de Marine Luchtvaartdienst. Met name voor de Marine Luchtvaartdienst was het een zwarte bladzijde uit haar geschiedenis. Bij de aanval werden de Dornier Do-24 vliegboten X-1, X-3, X-20, X-23 en X-28 vernietigd, alsmede de Catalina vliegboten Y-59, Y-60, Y-67 en Y-70.
Tachtig kilometer ten noorden van Broome werd de, tijdens de Duitse inval uitgeweken, KLM Douglas DC-3 PH-ALP 'Pelikaan' met KLM gezagvoerder Smirnoff ook aangevallen door de Japanners. Dit vliegtuig vervoerde voor KNILM vluchtelingen vanuit Bandung en had voor een grote waarde aan diamanten bij zich. Vier passagiers verloren bij deze aanval hun leven (zie: Laatste vlucht van KNILM PK-AFV).
In het gehele gebied rondom Broome waren geen geallieerde jachtvliegtuigen aanwezig. Enkel luchtafweergeschut vanaf de grond kon de Japanse jachtvliegtuigen schade toebrengen. Een Japanse vlieger (Osamu Kudō) werd hierdoor gedood, te weten door de eerste luitenant van de KNIL Gus Winckel, die een 7,9 mm machinegeweer hanteerde.

## Nasleep
De tankbediende Charlie D'Antoine slaagde erin om twee Nederlandse passagiers uit de watervliegtuigen te redden, onder andere door brandende olie te zwemmen. Voor deze daad ontving hij later eremedailles van Nederland.
Ten minste één Amerikaan, sergeant Melvin Donoho, slaagde erin om vanaf de neergeschoten B-24 Liberator terug naar land te zwemmen. Dit was een afstand van 16 kilometer en hij had hiervoor meer dan 36 uur nodig.
Een van de zonen van Karel Doorman, schout-bij-nacht, enkele weken eerder tijdens de Slag in de Javazee gesneuveld, Theo (8 jaar oud) en zijn moeder, waren ook aan boord van een van de vliegtuigen en zijn door gezagvoerder Kees van der Plas, al zwemmend, in veiligheid gebracht. Na 3 maart 1942 voerden Japanse jachtvliegtuigen nog diverse kleine aanvallen uit rondom Broome. De laatste aanval was in augustus 1943.
Slechts van vijfentwintig slachtoffers konden de stoffelijke overschotten gevonden worden. Deze mensen werden begraven op de Erebegraafplaats Perth. Er staat een monument voor de andere mensen die zijn omgekomen.